# Апокриф (Цілком таємно)

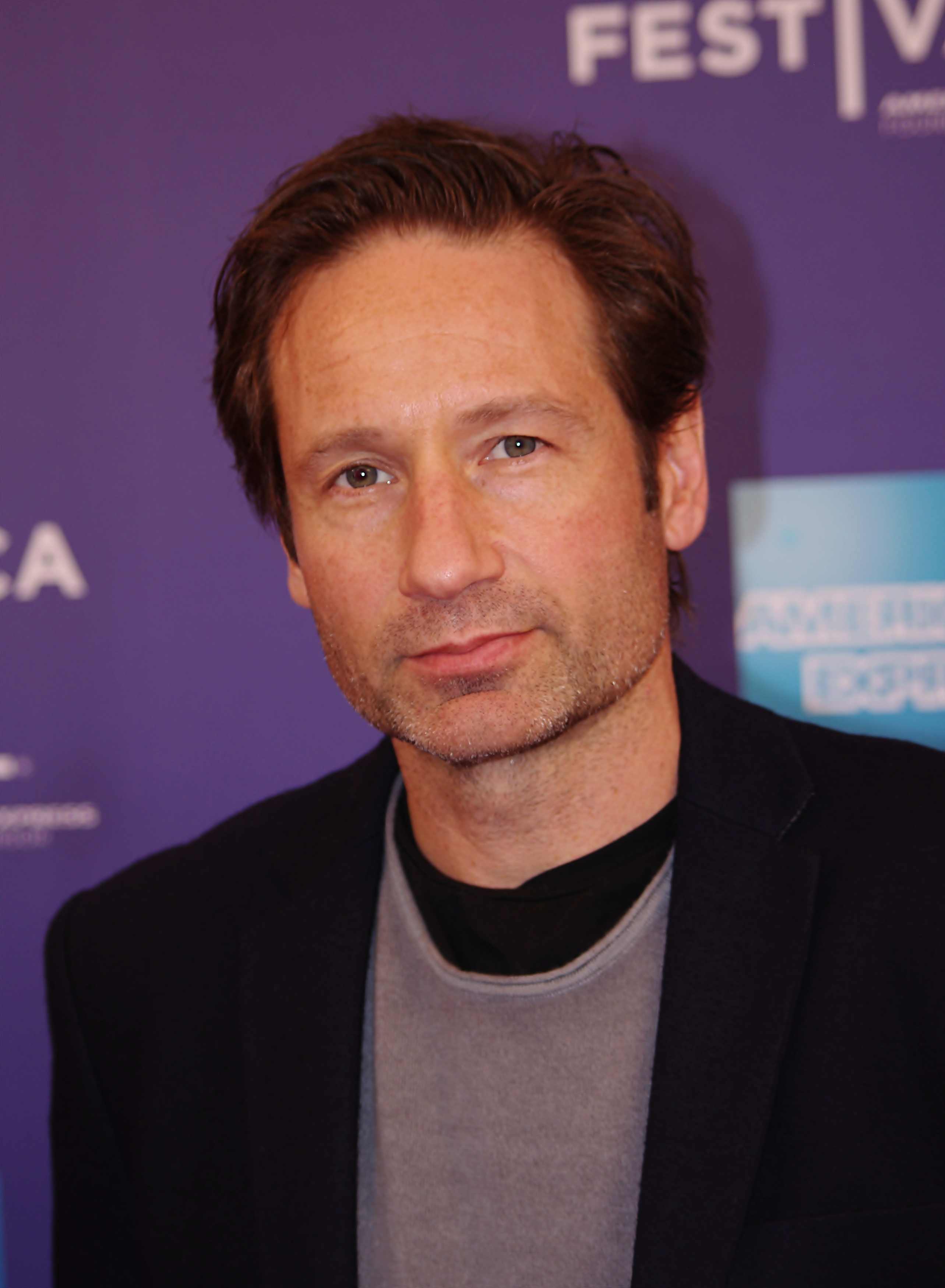

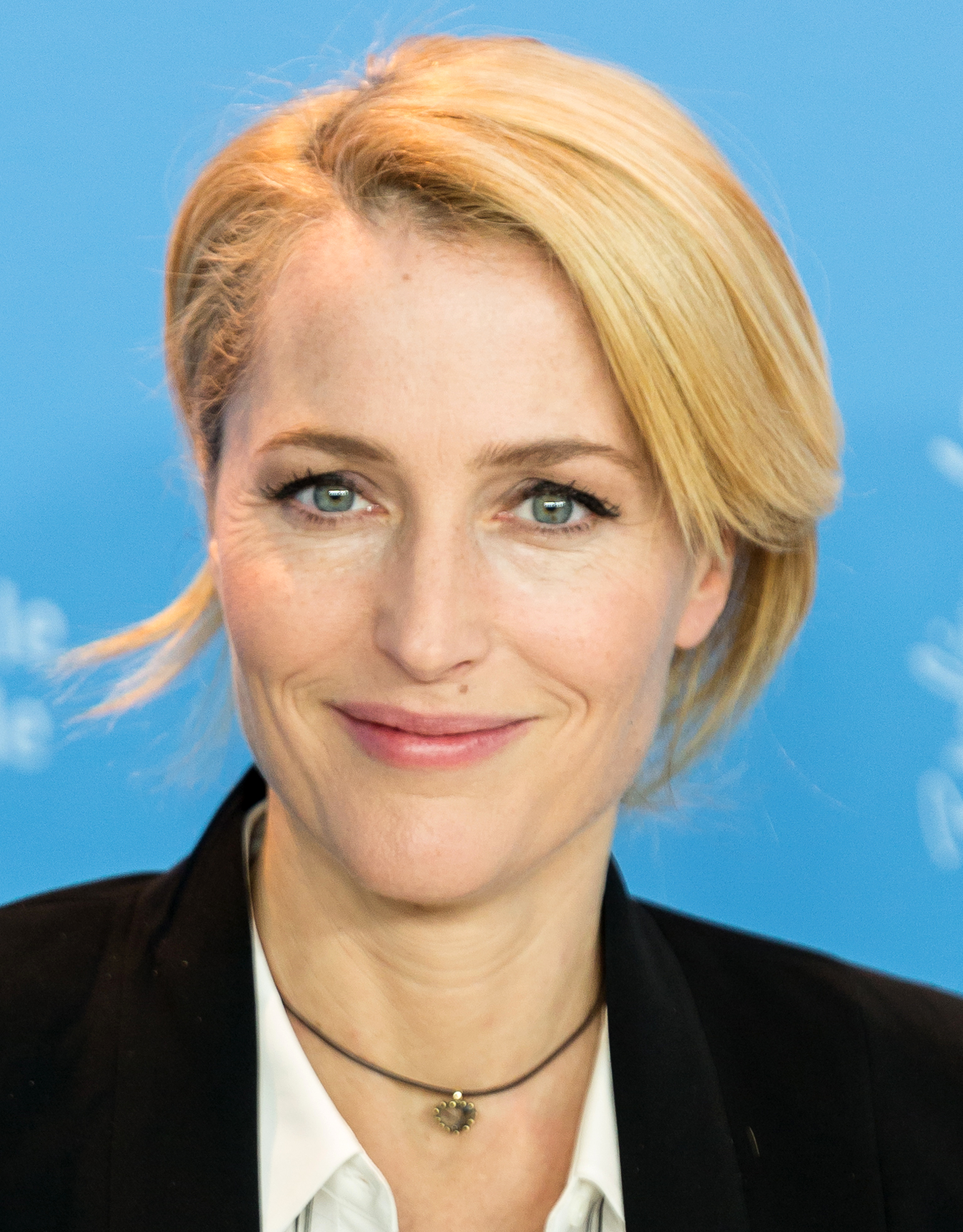

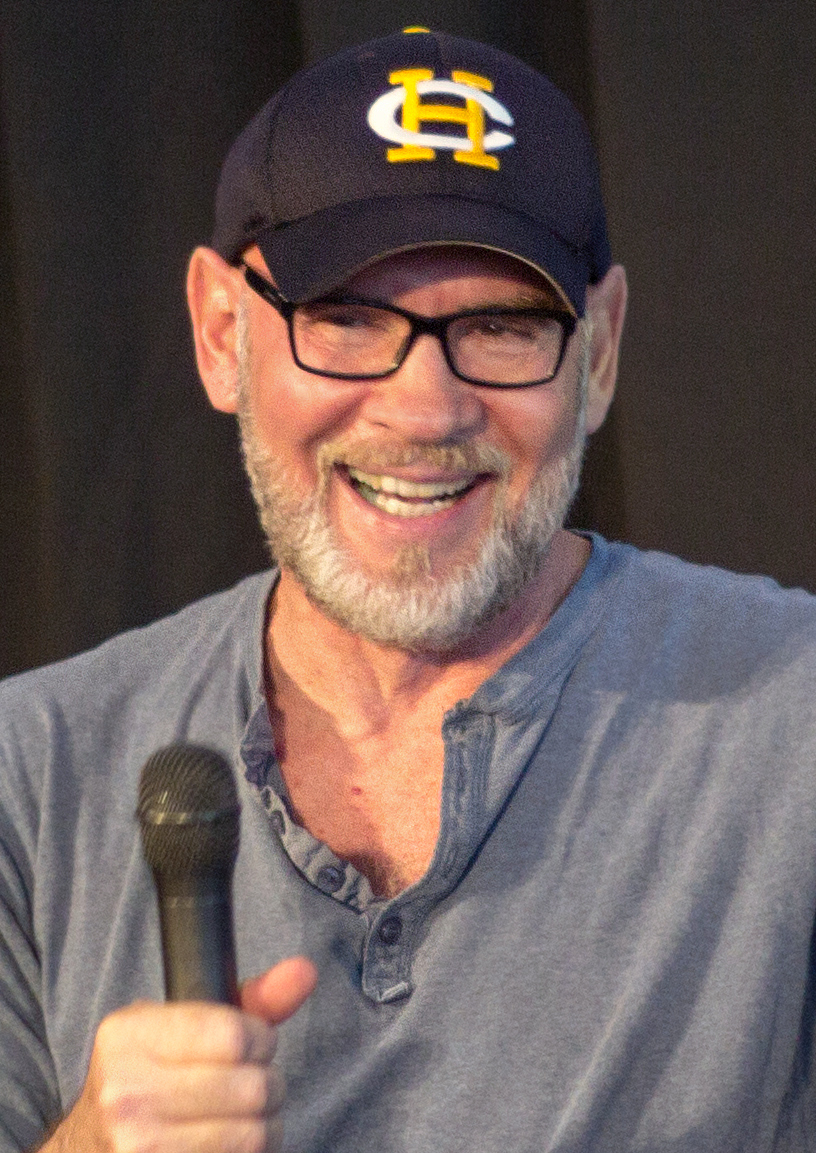

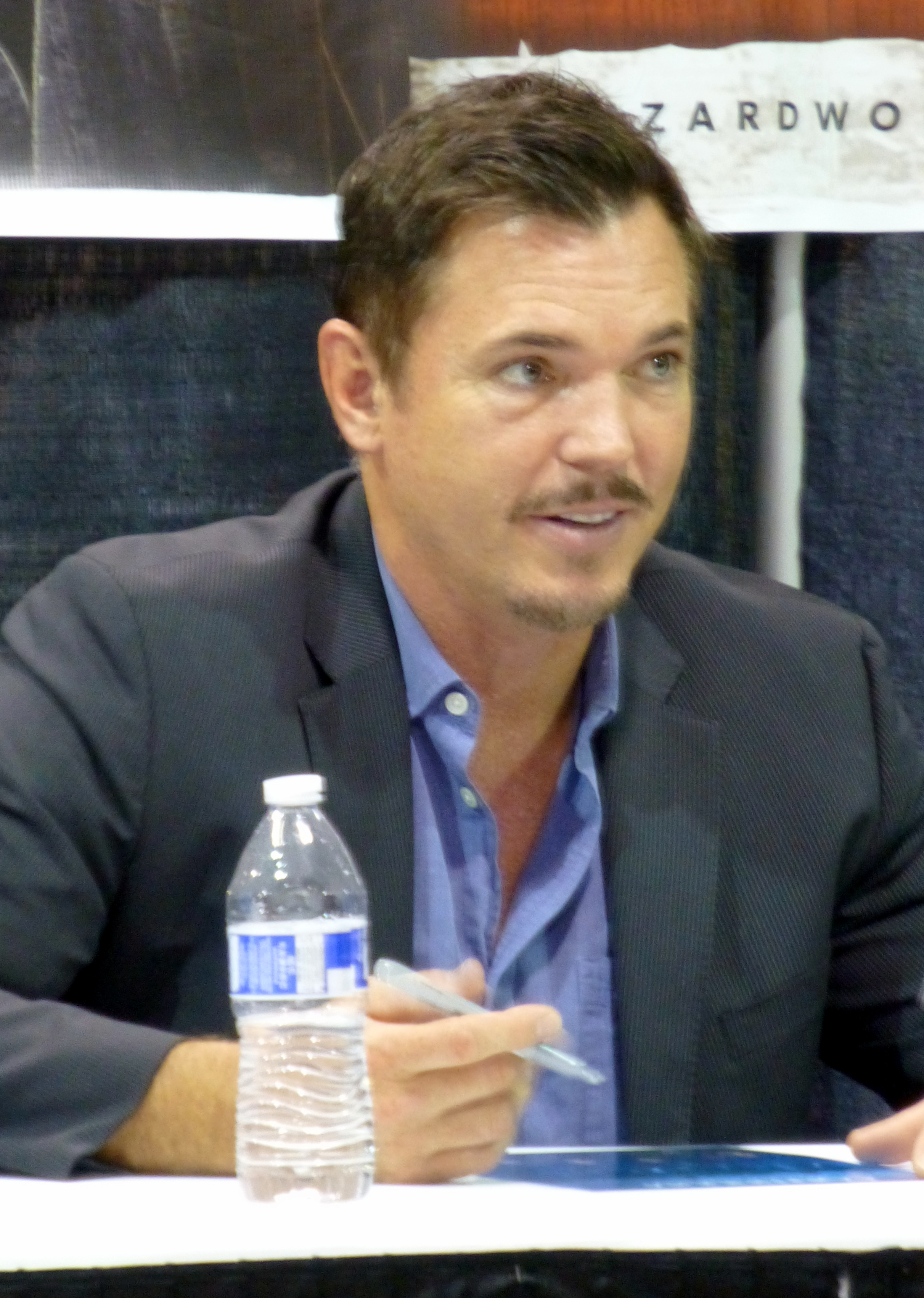

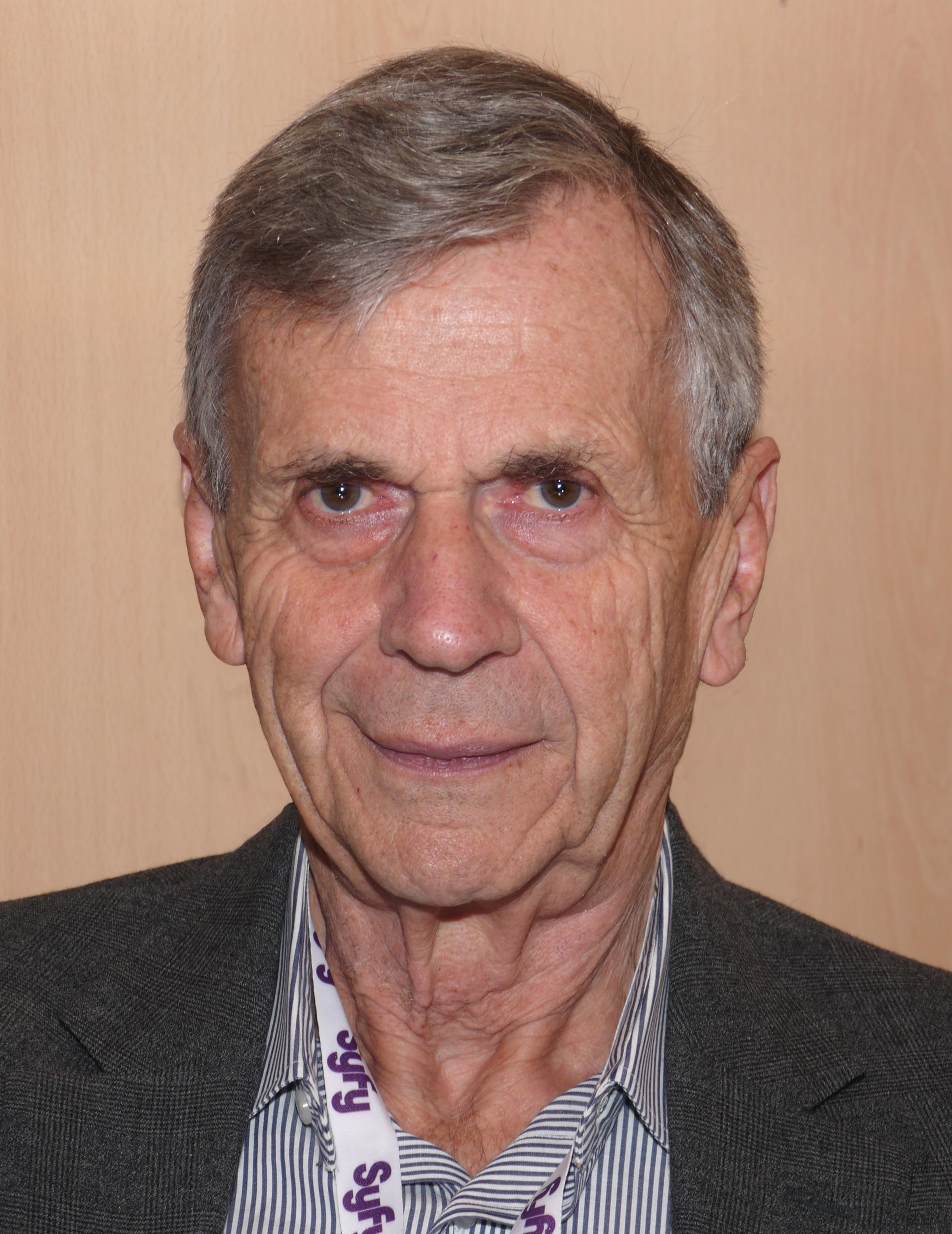

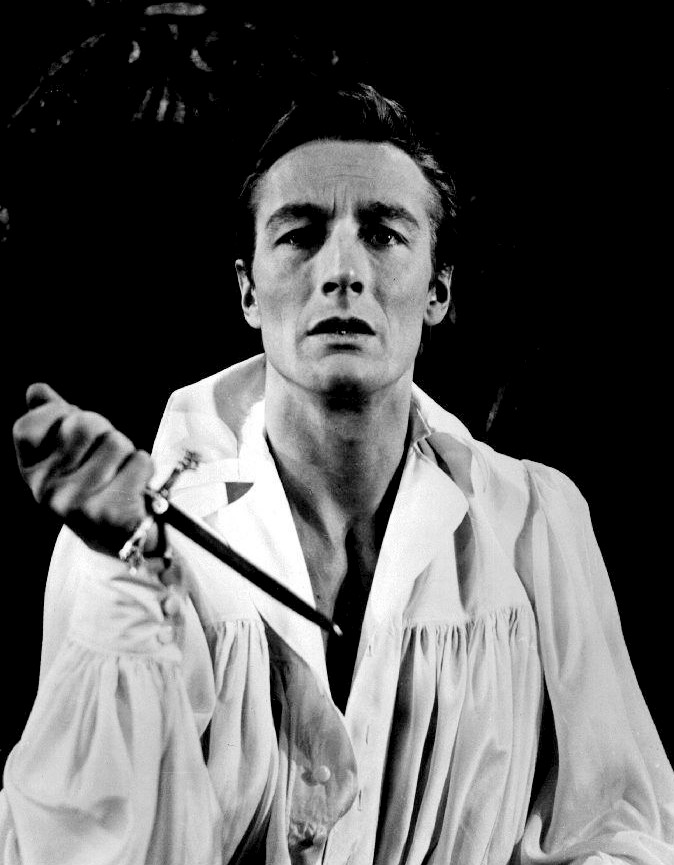

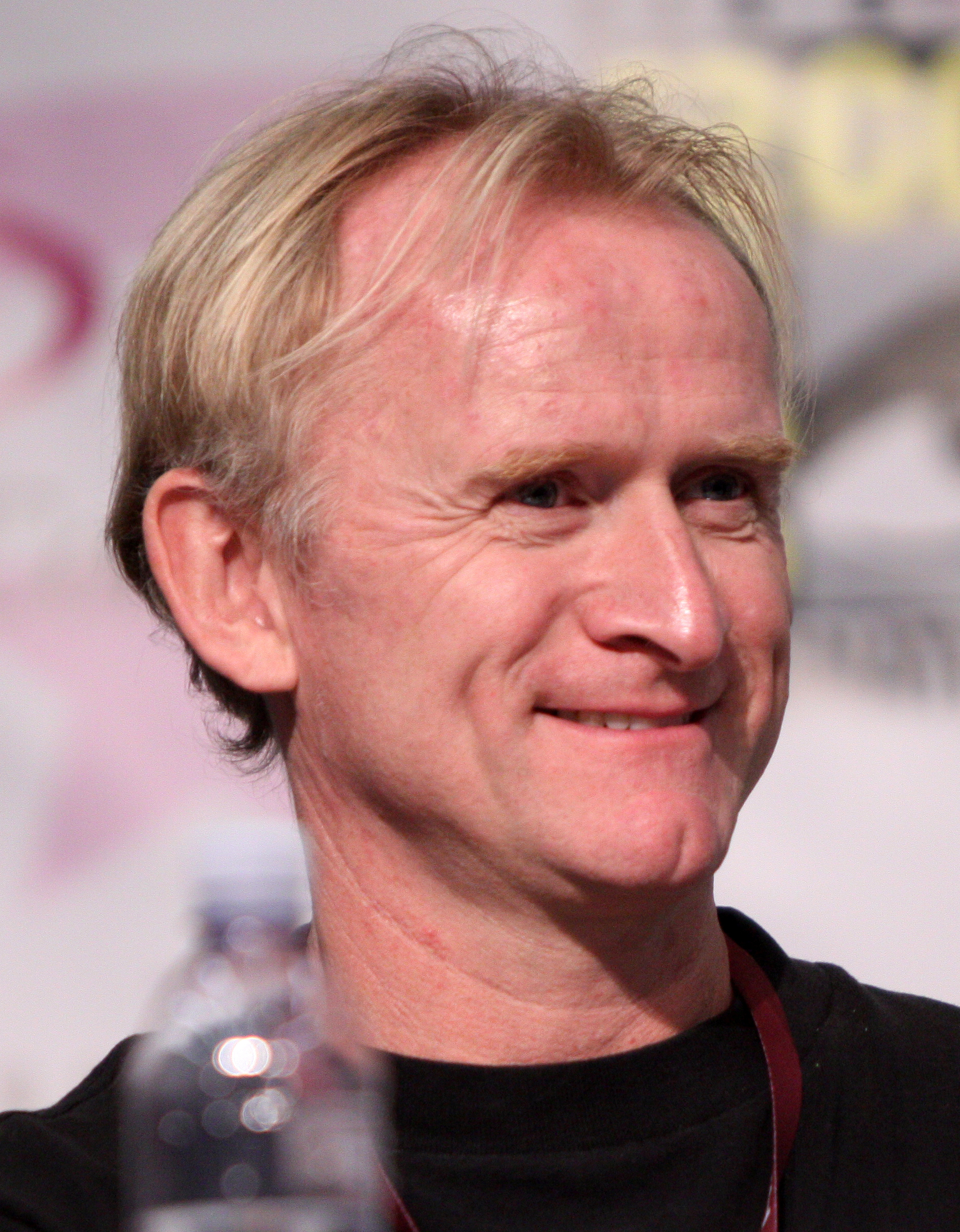

«Апокриф» — шістнадцята серія третього сезону американського науково-фантастичного серіалу «Цілком таємно». Вперше була показана на телеканалі Фокс 16 лютого 1996 року. Сценарій до нього написали Френк Спотніц та Кріс Картер, а режисером був Кім Меннерс. Ця серія отримала рейтинг Нільсена в 10,8 бала і її подивились 16,71 млн осіб.
Серіал розповідає про двох агентів ФБР Фокса Малдера (роль виконав Девід Духовни) та Дейну Скаллі (роль виконала Джилліан Андерсон), які розслідують паранормальні випадки, що називають «файли X». У цій серії Малдер повертається із Гонконгу разом з Крайчеком, а Скаллі намагається знайти людину, яка вбила її сестру. «Апокриф» є частиною двосерійного сюжету, який був початий у серії «Пайпер Мару».

## Сюжет
В 1953 році член команди підводного човну «Зеос Фабер» розповідає трьом урядовим агентам про події на ньому. Він розповів, що його разом з іншими членами екіпажу та капітаном, яким керувала нафтоподібна рідина, зачинили в одному з відсіків. Хтось вдарив капітана ззаду гайковим ключем, він впав і з нього почала витікати нафтоподібна речовина. Вона витекла через решітку назад в море. Двома з урядових агентів, які опитували члена команди, були Білл Малдер та Курець.
В сучасності Малдер повертається разом із Крайчеком до США. Вони їдуть на машині, але з'являється інша машина, яка зіштовхує їх з дороги. З цієї машини виходять двоє озброєних чоловіків. Один із них дістає з машини Крайчека та відводить в сторону. Відбувається яскравий спалах і чутно крики одного з цих людей. Інший біжить до нього і з ним стається те саме. Обидва уражені радіацією. Крайчек втік. Малдер приходить до тями вже в лікарні, де Скаллі повідомляє йому про поранення Скіннера, та що з'ясовано — в Меліссу і в Скіннера стріляла одна і та сама людина.
В Нью-Йорку відбувається зустріч синдикату — щоб обговорити події з човна «Пайпер Мару». Члени синдикату приходять до висновку, що десь є витік інформації. Тим часом Скіннер повідомляє, що людина, яка в нього стріляла, та сама, яка разом з Крайчеком забрала в нього касету. Малдер вважає, що нафтоподібна речовина є інопланетного походження, що вона переходить із тіла в тіло, і зараз перебуває в тілі Крайчека. Малдер разом з Самотніми стрільцями за допомогою ключа, який Фокс забрав в Крайчека, дістають пакет із камери схову біля ковзанки. Але коли вони відкривають конверт, він виявляється порожнім. Крайчек повертає касету Курцю в обмін на місцезнаходження НЛО, піднятого із дна океану.
Людину, яка стріляла в Скіннера ідентифікували як Луїса Кардинала. Тим часом Малдер з Самотніми стрільцями знаходять на конверті номер телефону у вигляді подряпин від олівця. Малдер дзвонить за цим номером і потрапляє у приміщення, де проходило засідання синдикату. Один із членів синдикату бере слухавку та пропонує Малдеру зустрітися в Центральному парку. Під час зустрічі член синдикату повідомляє Малдеру, що під час Другої світової війни було збите НЛО. Також він радить Малдеру переконатись в безпеці Скіннера. Малдер повідомляє члену синдикату, про те, що в Крайчека є касета і він продає секрети з неї. Малдер дзвонить Скаллі та просить переконатися, що Скіннер в безпеці. Коли Скаллі підходить до палати Скіннера, вона бачить, що його нема. Медсестра повідомляє, що Скіннера перевозять в іншу лікарню. Скаллі наздоганяє швидку допомогу, на якій везуть Скіннера, та сідає в неї. Через деякий час Кардинал робить спробу замаху на Скіннера, Скаллі наздоганяє його та заарештовує. Кардинал каже їй, що Крайчек знаходиться у ракетній шахті в Північній Дакоті. Малдер та Скаллі їдуть туди і пробираються в цю шахту, але їх схопив спецназ під керівництвом Курця. Тим часом глибоко всередині шахти Крайчек сидить над НЛО і з нього витікає нафтоподібна речовина, яка потім проникає всередину НЛО.
Скіннер повертається на роботу. Скаллі разом із Малдером навідуються до могили Мелісси. Там Малдер повідомляє, що Кардинала знайшли мертвим в його камері. Тим часом Крайчек, замкнений у ракетній шахті, з відчаю стукає у двері й кличе на допомогу.

## Створення
Серія названа на честь біблійної апокрифічної літератури. Кріс картер вважав це найкращою назвою для серії, оскільки в ній, як і в апокрифічній літературі, є приховані документи, які ніколи не показувались загалу. Це була перша серія з «міфології», знята Кімом Меннерсом.
Для зйомки сцени, де з Крайчека витікає нафтоподібна рідина, на актора Ніколаса Ліа надягли спеціальну маску з трубками. Сам Ліа казав, що ця сцена була жахливою. Її довелось ще раз перезнімати. Така сама сцена із нафтоподібною речовиною, яка витікає із голови капітана, була знята за допомогою муляжу голови. Щоб змусити рідину текти в сторону решітки, спочатку використали магнітну речовину, але знімальній команді не сподобався результат. Тоді була побудована невеличка кімнатка у вигляді приміщення підводного човна, і речовину змушували рухатись, нахиляючи кімнатку в потрібну сторону. Нафтоподібна речовина була намальована на очах персонажів за допомогою комп'ютерної графіки. Ракетну шахту не встигли добудувати до початку зйомок, тому її довелось збільшувати за допомогою комп'ютерної графіки.

## Знімались
| Актор              | Роль                    |
| ------------------ | ----------------------- |
| Девід Духовни      | Фокс Малдер             |
| Джилліан Андерсон  | Дейна Скаллі            |
| Мітч Піледжі       | Волтер Скіннер          |
| Ніколас Ліа        | Алекс Крайчек           |
| Вільям Брюс Девіс  | Курець                  |
| Джон Невілл        | Добре доглянута людина  |
| Дон С. Вільямс     | Перший старійшина       |
| Том Брейдвуд       | Мелвін Фрогікі          |
| Дін Гаглунд        | Річард Ленглі           |
| Брюс Гарвуд        | Джон Фіцджеральд Байєрс |
| Брендан Бейзер     | агент Пендрелл          |
| Кевін Мак-Нілті    | агент Браян Фуллер      |
| Сулека Метью       | агент Лінда Калека      |
| Дмитро Чеповецький | молодий Білл Малдер     |